# Campeonato Mundial de Natação em Piscina Curta de 2016 - 4x50 m livre feminino
A prova dos 4x50 metros livre feminino do  Campeonato Mundial de Natação em Piscina Curta de 2016 foi disputado no dia 11 de dezembro no Centro WFCU em Windsor, Canadá.

## Recordes
Antes desta competição, os recordes mundiais e do campeonato nesta prova eram os seguintes:
|                       | Nome                                                                                              | Nacionalidade | Tempo   | Local | Data                  |
| --------------------- | ------------------------------------------------------------------------------------------------- | ------------- | ------- | ----- | --------------------- |
| Recorde mundial       | Inge Dekker (24,09) Femke Heemskerk (23,24) Maud van der Meer (24,03) Ranomi Kromowidjojo (22,88) | Países Baixos | 1:34.24 | Doha  | 7 de dezembro de 2014 |
| Recorde do campeonato | Inge Dekker (24,09) Femke Heemskerk (23,24) Maud van der Meer (24,03) Ranomi Kromowidjojo (22,88) | Países Baixos | 1:34.24 | Doha  | 7 de dezembro de 2014 |

## Medalhistas
| Ouro | Prata | Bronze                                                                             |
| Canadá · Michelle Williams · Sandrine Mainville · Taylor Ruck · Penny Oleksiak · Alexia Zevnik* · Sarah Darcel* | Países Baixos · Tamara van Vliet · Ranomi Kromowidjojo · Maaike de Waard · Kim Busch · Maud van der Meer* | Itália · Silvia Di Pietro · Erika Ferraioli · Aglaia Pezzato · Federica Pellegrini |

*Participaram apenas das eliminatórias, mas também receberam medalhas.

## Resultados

### Eliminatórias
As eliminatórias ocorreram dia 11 de dezembro. 15  nacionalidades participaram da competição. 
| Colocação | Bateria | Raia | Nacionalidade  | Nome                                                                                                | Tempo     | Notas |
| --------- | ------- | ---- | -------------- | --------------------------------------------------------------------------------------------------- | --------- | ----- |
| 1.        | 2       | 8    | Dinamarca      | Julie Jensen (24,76) Mie Nielsen (24,38) Emilie Beckmann (24,70) Jeanette Ottesen (23,54)           | 1:37,38   | Q     |
| 2.        | 2       | 6    | Países Baixos  | Tamara van Vliet (24,44) Maaike de Ward (24,39) Kim Busch (24,16) Maud van der Meer (24,46)         | 1:37,45   | Q     |
| 3.        | 1       | 3    | Canadá         | Sandrine Mainville (24,35) Alexia Zevnik (24,54) Taylor Ruck (24,12) Sarah Darcel (24,90)           | 1:37,91   | Q     |
| 4.        | 1       | 6    | França         | Anna Santamans (24,39) Mélanie Henique (24,30) Marie Wattel (24,55) Mathilde Cini (24,73)           | 1:37,97   | Q     |
| 5.        | 2       | 3    | Estados Unidos | Katrina Konopka (24,76) Alexandra DeLoof (24,22) Marta Cieśla (25,05) Mallory Comerford (24,08)     | 1:38,11   | Q     |
| 6.        | 1       | 2    | Itália         | Silvia Di Pietro (24,64) Erika Ferraioli (24,15) Aglaia Pezzato (24,73) Federica Pellegrini (24,63) | 1:38,15   | Q     |
| 7.        | 2       | 4    | China          | Tang Yuting (24,91) Sun Meichen (24,73) Shen Duo (24,95) Zhu Menghui (23,65)                        | 1:38,24   | Q     |
| 8.        | 1       | 7    | Japão          | Sayuki Ouchi (24,84) Yui Yamane (24,61) Tomomi Aoki (24,79) Asuka Kobayashi (25,30)                 | 1:39,54   | Q     |
| 9.        | 1       | 1    | Suécia         | Nathalie Lindborg (25,54) Sara Junevik (25,43) Sophie Hansson (25,82) Ida Lindborg (25,32)          | 1:42,11   |       |
| 10.       | 2       | 2    | Singapura      | Amanda Lim (25,66) Marina Chan (25,26) Hoong En Qi (26,14) Roanne Ho (26,14)                        | 1:43,20   |       |
| 11.       | 1       | 4    | Macau          | Lei On Kei (26,34) Tan Chi Yan (26,35) Choi Weng Tong (27,38) Long Chi Wai (26,86)                  | 1:46,93   |       |
| 12.       | 2       | 7    | Paraguai       | Karen Riveros (26,38) Maria Arrua (26,54) Nicole Rautemberg (27,41) Alma Castillo (27,50)           | 1:47,83   |       |
| 13. !     | 1       | 5    | Austrália      | | 9:99,99 ! | DNS   |
| 13. !     | 2       | 1    | Seicheles      | | 9:99,99 ! | DNS   |
| 13. !     | 2       | 5    | Argélia        | | 9:99,99 ! | DNS   |

### Final
A final teve sua disputa realizada em 11 de dezembro. 
| Colocação         | Raia | Nome           | Nacionalidade                                                                                       | Tempo   | Notas |
| ----------------- | ---- | -------------- | --------------------------------------------------------------------------------------------------- | ------- | ----- |
| Medalha de ouro   | 3    | Canadá         | Michelle Williams (24,07) Sandrine Mainville (23,62) Taylor Ruck (23,77) Penny Oleksiak (23,54)     | 1:35,00 |       |
| Medalha de prata  | 5    | Países Baixos  | Tamara van Vliet (24,45) Ranomi Kromowidjojo (23,11) Maaike de Ward (24,09) Kim Busch (23,72)       | 1:35,37 |       |
| Medalha de bronze | 7    | Itália         | Silvia Di Pietro (23,92) Erika Ferraioli (23,52) Aglaia Pezzato (24,06) Federica Pellegrini (24,11) | 1:35,61 |       |
| 4.                | 2    | Estados Unidos | Amanda Weir (24,37) Kelsi Worrell (23,57) Madison Kennedy (24,10) Katrina Konopka (23,82)           | 1:35,86 |       |
| 5.                | 4    | Dinamarca      | Julie Jensen (24,82) Mie Nielsen (24,00) Emilie Beckmann (24,48) Jeanette Ottesen (23,68)           | 1:36,98 |       |
| 6.                | 6    | França         | Mélanie Henique (24,64) Marie Wattel (24,50) Mathilde Cini (24,46) Anna Santamans (23,61)           | 1:37,21 |       |
| 7.                | 1    | China          | Tang Yuting (25,21) Sun Meichen (24,35) Shen Duo (24,81) Zhu Menghui (23,59)                        | 1:37,96 |       |
| 8.                | 8    | Japão          | Sayuki Ouchi (24,58) Yui Yamane (24,78) Tomomi Aoki (24,95) Asuka Kobayashi (25,48)                 | 1:39,79 |       |

Legenda
| Recorde mundial       | Recorde mundial (World record)               |                       | Recorde africano                      | Recorde africano (African) |                                           | Q | Classificado por posição (Qualified) |
| Recorde do campeonato | Recorde do campeonato (Championship record)  | Recorde da América    | Recorde da América (Americas)         | q                          | Classificado por melhor tempo (Qualified) |   |                                      |
| Melhor marca do ano   | Melhor marca do ano (World leading)          | Recorde asiático      | Recorde asiático (Asian)              | DNS                        | Não largou (Did not start)                |   |                                      |
| Recorde nacional      | Recorde nacional (National record)           | Recorde europeu       | Recorde europeu (European)            | DNF                        | Não terminou (Did not finish)             |   |                                      |
| Recorde pessoal       | Recorde pessoal do atleta (Personal best)    | Recorde da Oceania    | Recorde da Oceania (Oceania)          | DSQ / DQ                   | Desclassificado (Disqualified)            |   |                                      |
| Recorde da temporada  | Recorde da temporada do atleta (Season best) | Recorde sul-americano | Recorde sul-americano (South America) | NM                         | Sem marca (No mark)                       |   |                                      |